# 5783 Kumagaya
Az 5783 Kumagaya (ideiglenes jelöléssel 1991 CO) a Naprendszer kisbolygóövében található aszteroida. Tsutomu Hioki,  Shuji Hayakawa fedezte fel 1991. február 5-én.